# 2005 год в боксе
2005 год в боксе.

## Любительский бокс

### Чемпионат Мира
| Весовая категория   | Золото                       | Серебро                       | Бронза                                                     |
| ------------------- | ---------------------------- | ----------------------------- | ---------------------------------------------------------- |
| До 48 килограмм     | Цзоу Шимин Китай             | Пал Бедак Венгрия             | Ширали Достиев Таджикистан Биржан Жакыпов Казахстан        |
| До 51 килограмма    | Ли Ок Су Республика Корея    | Андри Лафита Эрнандес Куба    | Руши Мухамед Уоррен США Мират Сарсембаев Казахстан         |
| До 54 килограммов   | Гильермо Ригондо Ортис Куба  | Рустамходжа Рахимов Германия  | Гэри Алан Рассел США Али Аллаб Франция                     |
| До 57 килограмм     | Алексей Тищенко Россия       | Алексей Шайдулин Болгария     | Виорел Симион Румыния Юриоркис Гамбоа Толедано Куба        |
| До 60 килограмм     | Йорданис Угас Эрнандес Куба  | Ромал Аманов Азербайджан      | Доменико Валентино Италия Хабиб Аллахвердиев Россия        |
| До 64 килограммов   | Серик Сапиев Казахстан       | Дильшод Махмудов Узбекистан   | Эмиль Маггерамов Азербайджан Иносенте Фисс Карабалоса Куба |
| До 69 килограмм     | Эрисланди Лара Сантойя Куба  | Магомед Нурутдинов Белоруссия | Нейл Перкинс Великобритания Бахтияр Артаев Казахстан       |
| До 75 килограмм     | Матвей Коробов Россия        | Исмаил Силлах Украина         | Мохаммед Хикаль Египет Эмилио Корреа Байю Куба             |
| До 81 килограмма    | Ердос Джанбергенов Казахстан | Марио Сиволижа Хорватия       | Артак Малумян Армения Уткирбек Хайдаров Узбекистан         |
| До 91 килограмма    | Александр Алексеев Россия    | Эльчин Ализаде Азербайджан    | Ясур Мачанов Узбекистан Александр Повернов Германия        |
| свыше 91 килограмма | Одланьер Солис Фонте Куба    | Роман Романчук Россия         | Кубрат Венков Пулев Болгария Роберто Камарелле Италия      |

## Профессиональный бокс

### Тяжёлый вес
- 30 апреля, в бою за титул чемпиона мира по версии WBA,  Джеймс Тони победил по очкам UD чемпиона  Джона Руиса
- 21 мая  Леймон Брюстер победил TKO1  Анджея Голоту и защитил титул чемпиона мира по версии WBO.
- 11 июня   Кевин Макбрайд победил TKO6  Майка Тайсона
- 13 августа  Хасим Рахман победил UD  Монте Барретта, и стал чемпионом мира по версии WBC.
- 28 сентября  Леймон Брюстер победил TKO9  Луана Красничи и защитил титул чемпиона мира по версии WBO.
- 1 октября  Крис Бёрд победил UD  Давариэла Уильямса и защитил титул чемпиона мира по версии IBF.

### Первый тяжёлый вес
- 2 апреля  Жан Марк Мормек в объединительном бою победил  Уэйна Брейтуэйта и стал чемпионом мира по версиям WBA, WBC и The Ring.
- 26 ноября  Джонни Нельсон победил  Винсенсо Кантаторе, и защитил титул по версии WBO.

### Полутяжёлый вес
- 26 февраля  Фабрис Тьоззо нокаутировал TKO6  Дариуша Михалчевски и защитил титул чемпиона мира по версии WBA.
- 9 сентября  Клинтон Вудс победил UD  Хулио Сесара Гонсалеса в бою за титул чемпиона мира по версии IBF.

### Средний вес
- 16 июля  Джермен Тейлор спорно победил SD  Бернарда Хопкинса, и стал новым абсолютным чемпионом мира в среднем весе.
- 3 декабря  Джермен Тейлор снова победил UD  Бернарда Хопкинса, и защитил титулы WBA, WBC, WBO и The Ring. (IBF лишила Тейлора титула за отказ встречи с обязательным претендентом, и предпочтения реванша с Хопкинсом).
- 10 декабря в бою за вакантный титул IBF,  Артур Абрахам победил KO5  Кингсли Икеке

### Полусредний вес
- 5 февраля  Заб Джуда победил TKO8  Кори Спинкса и стал новым абсолютным чемпионом в полусреднем весе (WBA, WBC, IBF и The Ring).
- 23 апреля  Антонио Маргарито защитил TKO5 титул WBO в бою с  Кермитом Синтроном.

### Первый полусредний вес
- 25 июня  Флойд Мэйвезер победил RTD6  Артуро Гатти в бою за титул WBC.

### Лёгкий вес
- 19 марта  Эрик Моралес победил UD  Мэнни Пакьяо.